# 克里維亞基
49°51′13″N 23°7′46″E / 49.85361°N 23.12944°E
克里維亞基（烏克蘭語：Крив'яки），是烏克蘭西部的村莊，隸屬利維夫州的亞沃里夫區。該村始建於1947年，面積0.66平方公里，海拔高度196米，2001年人口252，人口密度每平方公里378.95人。